# Нарвський замок

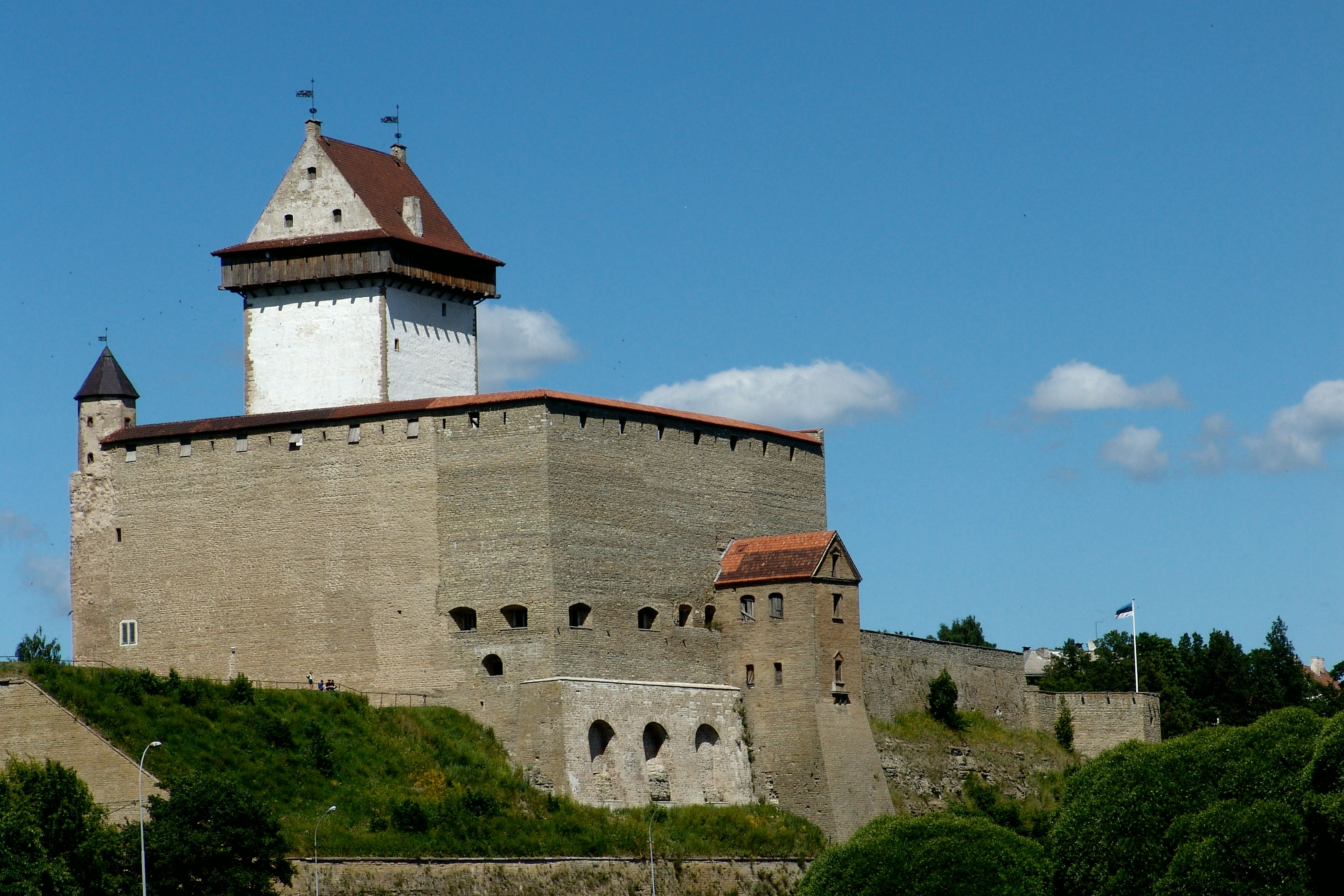
Нарвський замок. 2005 р.

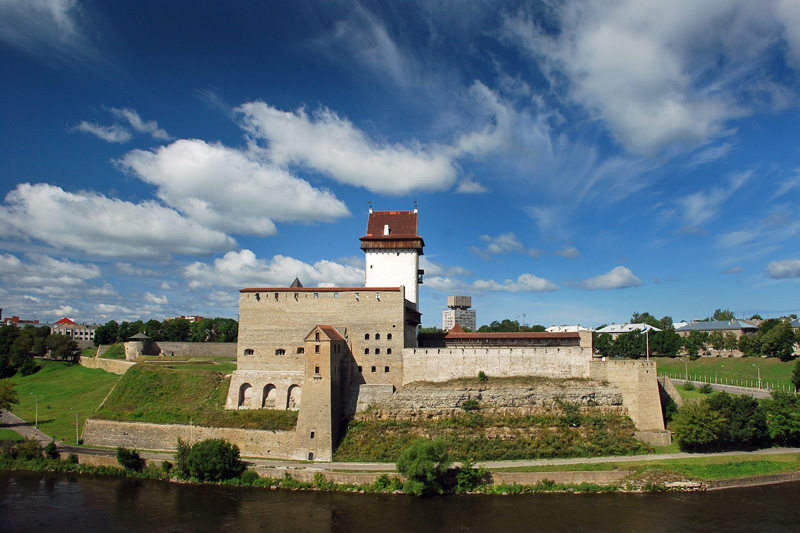
Нарвський замок. 2008 р.

Замок Германа (ест. Hermanni linnus) — середньовічний замок в естонському місті Нарва на березі річки Нарва (Нарова).
Заснований данцями в середині XIII ст. У 1347 році данський король Вальдемар IV Аттердаг продав Північну Естонію, включно з Нарвою, Лівонському ордену. У 1581–1704 роках замок знаходився в шведському володінні, а потім відійшов до Росії. Під час Другої світової війни був сильно пошкоджений, як і більша частина Нарви. Сьогодні замок відреставрований, в ньому знаходиться Нарвський музей [Архівовано 1 лютого 2010 у Wayback Machine.]. Навпроти замку Германа, на протилежному березі річки Нарова, знаходиться російська Івангородська фортеця.

## Історія
У ХІІІ ст., після встановлення кордонів західних земель з руськими по річці Нарові, в місці переходу через річку побудовали фортецю. На нинішньому місці — на високому західному березі річки Нарови — фортецю-кастель побудовано не пізніше 1277 р., а згодом до неї прибудовали передні фортеці.
Капітальна перебудова головної фортеці в будинок конвента з внутрішнім двором почалася після 1345 р., коли данці продали Північну Естонію Ордену. Після зведення в 1492 р. на протилежному березі російської фортеці — Івангорода — будинок конвента ще більше укріпили. Передусім надбудовали до 50 м головну башту Довгий Герман, що дозволяло спостерігати все, що відбувалося в російській фортеці. За цією баштою нарвську фортецю іменували також фортецею Германа. У XVIII—XIX ст. до фортеці нічого істотного не було додано.
Фортеця дуже постраждала під час другої світової війни в 1944 р. Тоді від неї залишилися тільки стіни, а в Довгому Германі навіть вони були дуже ушкоджені артилерійським вогнем. Того ж року було практично повністю зруйновано унікальне старе місто, розташоване на північ від фортеці, яке створювалося протягом багатьох століть.
На відміну від старого міста фортецю все-таки відновили — основну частину реставраційних робіт, що розпочалися в 1950-ті роки завершено в 1986 р., після чого сюди переїхав Нарвський музей. Нарвська фортеця друга після Курессааре середньовічна фортеця Естонії, яка не лежить у руїнах, а відновлена у цілісному вигляді.
У 1970-1980-х роках відновлено і постраждалу під час війни івангордську фортецю. Тому на берегах Нарови і по цей день відкривається незабутній вид, де фортеці, створені народами різних культур — західної і православної слов'янської — дивляться одна на одну з двох берегів річки. В жодній іншій точці світу вони не знаходяться так близько одна до одної.
В той же час Нарова і зараз є прикордонною річкою — нею проходить і естонсько-російський кордон і східний кордон Європейського Союзу. Тому більшості туристів, які відвідують одну з фортець, до іншої без відповідної візи не потрапити.

## Архітектурний ансамбль замку
- Будівля конвенту
- Кам'яний зал
- Замковий парк
- Старі ворота
- Північний двір
- Вежа Довгий Герман
- Південно-західна кутова вежа
- Північно-західна кутова вежа-рондель
- Великий західний двір
- Пам'ятник В. І. Леніну